# Nes Cijjona
Nes Cijjona, Nes Syjona (hebr. נס ציונה; arab. نيس تسيونا) – miasto położone w Dystrykcie Centralnym w Izraelu. Leży na równinie Szaron, w aglomeracji miejskiej Tel Awiwu (Gusz Dan).

## Historia

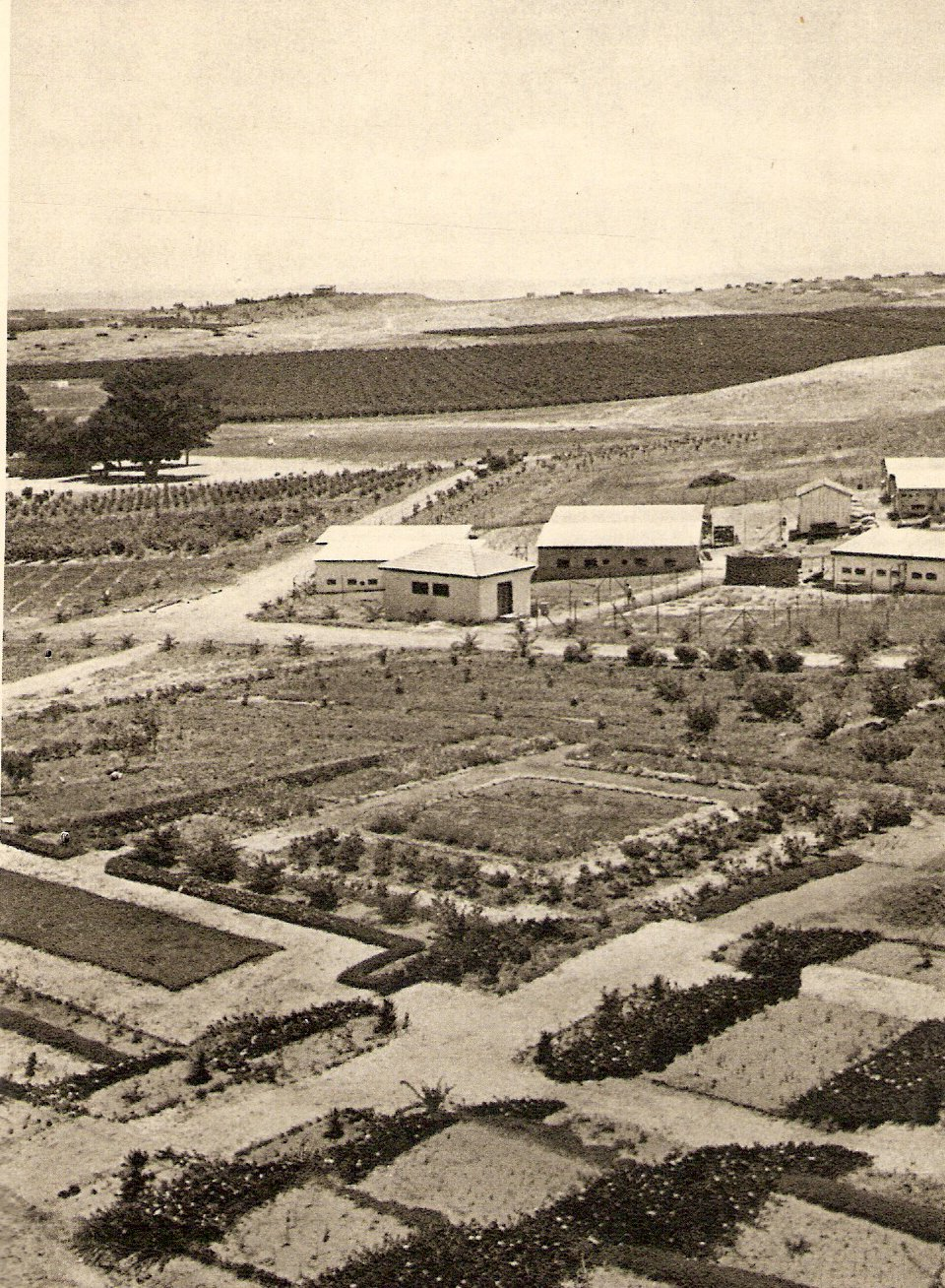
Osada Nes Cijjona w 1934 r.

W 1880 w tym miejscu powstała prywatna farma rolnicza (350 akrów) prowadzona przez pochodzącego z Niemiec chrześcijanina Reislera. Farma była nazywana Nachalot Reuben. Gdy jego żona i dzieci zmarły na malarię, Resler wrócił do Niemiec i darował w 1883 r. ziemię żydowskiemu aktywiście z Rosji Reubenowi Lehrerowi.
W 1887 r. grupa żydowskich osadników z Rosji osiedliła się na terenie farmy rolniczej Nachalot Reuben. Zasadzono winnice i rozpoczęto uprawiać róże. W 1893 r. w osadzie mieszkało już dziesięć żydowskich rodzin. Swoją osadę nazwali Nes Cijjona.
W 1992 r. osada otrzymała prawa miejskie.

## Demografia
Zgodnie z danymi Izraelskiego Centrum Danych Statystycznych w 2006 w mieście żyło 31,0 tys. mieszkańców, z czego 99,6% stanowili Żydzi.
Zgodnie z danymi Izraelskiego Centrum Danych Statystycznych w Nes Cijjonie w 2005 było 11 830 zatrudnionych pracowników i 984 pracujących na własny rachunek. Pracownicy otrzymujący stałe pensje zarabiali w 2005 średnio 7600 szekli i otrzymali w ciągu roku podwyżki średnio o 9,2%, przy czym mężczyźni zarabiali średnio 9800 szekli (podwyżka o 8,4%), a kobiety 5600 szekli (podwyżka o 14,0%). W przypadku osób pracujących na własny rachunek średnie dochody wyniosły około 7000 szekli. W 2005 roku w Nes Cijjonie było 290 osób otrzymujących zasiłek dla bezrobotnych i 986 osób otrzymujących świadczenia gwarantowane.
Populacja miasta pod względem wieku:
| Wiek (w latach) | Procent populacji w % |
| --------------- | --------------------- |
| 0–4             | 9,0%                  |
| 5–9             | 8,7%                  |
| 10–14           | 7,4%                  |
| 15–19           | 7,2%                  |
| 20–29           | 14,6%                 |
| 30–44           | 21,9%                 |
| 45–59           | 18,4%                 |
| ponad 60        | 12,9%                 |

Źródło danych: Central Bureau of Statistics.

## Gospodarka

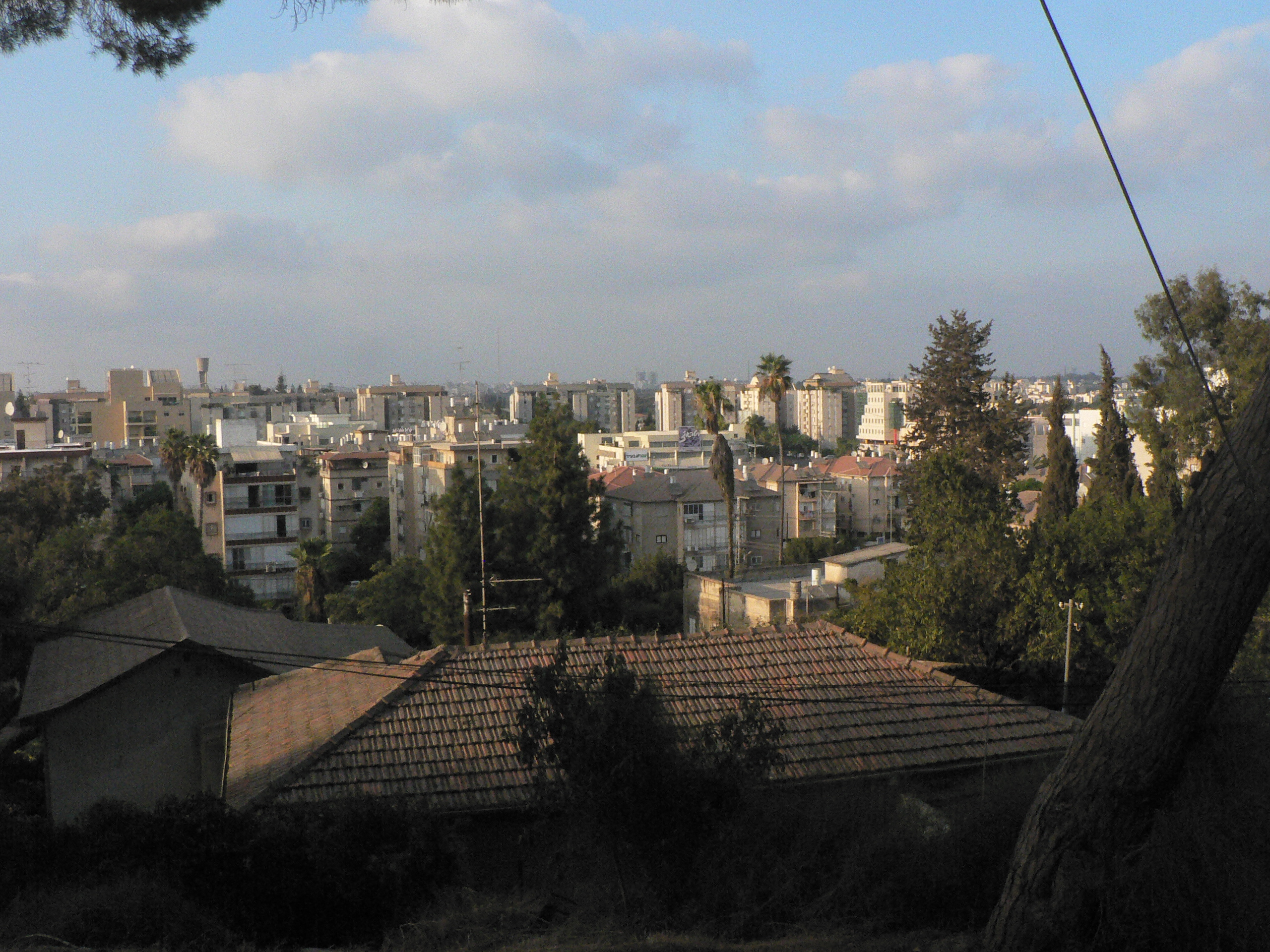
Widok na Nes Cijjonę

W Nes Cijjonie znajduje się Park Nauki Weizmanna, w którym działają liczne przedsiębiorstwa nanotechnologiczne, medyczne, optyczne, elektroniczne, informatyczne.

## Transport
Przy mieście przebiega droga ekspresowa nr 42 (Aszdod – Riszon le-Cijjon).

## Oświata
W Nes Cijjonie znajduje się 10 szkół podstawowych i 4 szkoły średnie, w których uczy się 5 tysięcy uczniów.
Na wschód od Nes Cijjony znajduje się siedziba Izraelskiego Instytutu Badań nad Biologią, który zajmuje się tajnymi wojskowymi technologiami chemicznymi i biologicznymi. Instytut został założony w 1952 r. i działa pod protekcją rządu, współpracując z licznymi międzynarodowymi instytutami naukowymi. Teren Instytutu jest chroniony, gdyż w tutejszych laboratoriach prawdopodobnie pracuje się nad wojną biologiczną i opracowuje się nowe szczepionki. Instytut zatrudnia 350 pracowników, w tym 150 naukowców.

## Miasta partnerskie
- Freiberg, Niemcy
- Le Grand-Quevilly, Francja
- Solingen, Niemcy
- Qingdao, Chińska Republika Ludowa
- Piotrków Trybunalski, Polska